# Morzello
Il morzello (in dialetto catanzarese morzeddhu) è un piatto tipico catanzarese a base di carne di maiale, considerato un simbolo della città di Catanzaro.
Per molto tempo, tra il 1800 fino al 1970 circa, il morzello era lo spuntino mattutino di manovali e operai.

## La leggenda
La probabile origine di questo piatto è narrata in una leggenda catanzarese, secondo la quale una donna, che lavorava come serva presso una famiglia molto facoltosa, aveva enormi difficoltà a far quadrare i conti del bilancio domestico. Un giorno, per far fronte a tali problemi, ideò un piatto molto economico e sostanzioso, che potesse essere conservato a lungo e che permettesse di utilizzare tutte le interiora del vitello, normalmente scartate dal cuoco della famiglia per cui lavorava. Nacque così, dopo molte prove, il Morzello.
Il nome deriva dal dialetto catanzarese: "morzha morzha", che significa tagliato in piccoli pezzi.

## Gli ingredienti
Gli ingredienti originali di questo piatto sono: il cuore di vitello (chorettu), i polmoni, la milza, il fegato, lo stomaco, la trippa, l'intestino (questo ingrediente non è più utilizzato perché per essere pulito alla perfezione richiede particolari procedimenti ed esperienza), concentrato di pomodoro, peperoni piccanti, sale, origano, e alloro (nella vera ricetta Catanzarese l'alloro non viene usato, neanche l'origano viene aggiunto al sugo ma si fa un mazzetto e con questo si rimesta il preparato). Può essere servito nel piatto o, come vuole la tradizione, nella pitta detta "a ruota di carro" (pane casereccio di forma circolare con una circonferenza interna abbastanza ampia, così che il pezzo tagliato risulti lungo e stretto).

## Il morzello cento fogli
Una variante del morzello originale è il "morzello cento fogli", fatto solo con la trippa di vitello. Spesso il morzello viene confuso con altri piatti calabresi simili, a base di carne come la stigghiolata e il soffritto.
La stigghiolata ha come ingrediente principale i stigghioli, frattaglie di capretto o agnello, che vengono cucinati in un sughetto di pomodoro concentrato fresco, battuto di lardo o olio extravergine di oliva e peperoncini piccanti, insieme con cuore, fegato, polmone e stomaco di capretto o di agnello tagliati a strisce e avvolti attorno a rametti di rosmarino nelle "budelline".
Il soffritto invece è fatto con la carne di maiale soffritta e cotta nel vino rosso con l'aggiunta di origano, peperoncino, concentrato di pomodoro, alloro e sale. Il soffritto catanzarese doc è composto da: cuore, polmoni, lingua e fegato  tutti spezzettati e rigorosamente di maiale; con l'aggiunta di spezie.